# 남목동
남목동(南牧洞)은 울산광역시 동구의 행정동인 남목1동·남목2동·남목3동의 통칭이다.

## 지명
서부동, 동부동은 앞불내(南木川)라는 이름으로 이미 조선시대 초기부터 등장하며, 1469년 조선 예종 1년에는 적진리(赤津里)라 하였다. 그 후 정조 때는 남옥리(南玉里)와 한채리로 갈라졌다.그 후 1894년 고종 31년에는 옥류천 동쪽을 동부동, 그 서쪽을 서부동이라 하였다. 한편 한채리는 대편동(大便洞)으로 고쳤다가 다시 대편동(大片洞)이라 하였다. 일제시대인 1914년의 행정구역 개편 때 서부동과 대편동을 합쳐서 서부리라 하였다. 이곳은 울산 목장의 감목관아가 있었던 곳으로 동부동과 함께 일제강점기 전까지 동구 지역에서 가장 중심지였다. 주전동은 조선 정조 때 주전리와 주전해리(朱田海里) 두 개의 동으로 되어 있다가, 1894년 고종 31년에 주전동이 되었다. 그 후 일제강점기인 1911년까지도 계속 주전동이라 하다가 1914년의 행정 구역 개편 때 다시 주전리가 되었다. ‘주전’(朱田)이란 ‘땅의 색깔이 붉다’는 뜻인데, 실제로 이 마을 대부분의 땅 색깔은 붉은색을 띠고 있다.

## 연혁
- 조선시대 초기 남옥(南玉)
- 1894년 조선 고종 갑오경장 동면 남목(동부리, 서부리, 미포리)
- 1934년 방어진읍 동부, 서부, 미포리로 칭함.
- 1962년 6월 1일 울산시 방어진출장소 동부, 서부, 미포동
- 1972년 10월 1일 울산시 남목동
- 1979년 1월 1일 울산시 남목1, 2동으로 분동
- 1988년 1월 1일 울산시 동구 남목1동(동구청 승격)
- 1995년 3월 2일 남목1동 → 남목1, 3동으로 분동
- 1997년 7월 15일 울산광역시 동구 남목1동(울산광역시 승격)

## 법정동
- 서부동(西部洞)
- 동부동(東部洞)
- 주전동(朱田洞)
- 미포동(尾浦洞)

## 교육

### 1동
- 남목초등학교
- 남목중학교
- 남목고등학교

### 2동
- 서부초등학교
- 현대중학교
- 현대청운중학교
- 녹수초등학교
- 현대고등학교
- 현대청운고등학교

### 3동
- 동부초등학교
- 주전초등학교
- 남목초등학교
- 현대청운중학교
- 현대중학교
- 현대경영정보과학고등학교

### 동부동
- 현대공업고등학교

## 주거
| 단지명              | 건설사       | 시행사             | 주소                     | 입주        | 비고 |
| ------------------- | ------------ | ------------------ | ------------------------ | ----------- | ---- |
| 서부 한아름현대     | 현대산업개발 | 현대중장비직장조합 | 동구 방어진순환도로 1045 | 1993년 8월  |      |
| 서부 현대패밀리 2차 | 현대산업개발 | 현대중공업         | 동구 방어진순환도로 999  | 1995년 10월 |      |
| 명덕 현대패밀리 2차 | 현대건설     | 현대중공업         | 동구 명덕로 70           | 1995년 2월  |      |
| 동부 현대패밀리     | 현대건설     | 현대중공업         | 동구 안산로 50           | 1993년 12월 |      |

## 기업
- 울산대학병원
- 현대중공업

## 기관
- 법원 중부 등기소
- 남목우체국